# SM Investments
SM Investments Corporation (SMIC) eller SM Group er et filippinsk konglomerat. De har virksomhed indenfor detailhandel, fast ejendom, bank, turisme, uddannelse, underholdning, m.f. Virksomheden blev etableret af Henry Sy i 1958.